# Olivenspötter
Der Olivenspötter (Hippolais olivetorum) ist ein Singvogel aus der Familie der Rohrsängerartigen (Acrocephalidae). Die Art hat ein relativ kleines Verbreitungsgebiet in Südosteuropa und der Türkei.

## Beschreibung
Der Olivenspötter ist 16–18 Zentimeter lang und hat eine Flügellänge von 8,5 bis 8,8 Zentimeter. Er ist rund 15 Gramm schwer. An der Oberseite ist er grau gefärbt. Ein schmutzigweißer, oft nur angedeuteter Überaugenstreif zieht von der Schnabelbasis zum Auge, wo er mit dem oberen, meist hellweißen Augenring zusammenfließt. Der untere Teil des Augenrings ist nur angedeutet, oder fehlt ganz. Die Schwingen sind dunkelbraun, wobei die Armschwingen meist dunkler, fast schwarz sein können. Der Bürzel hell grauweiß und die Außenfahnen der äußeren Schwanzfedern sind sehr hell, fast weiß. Die Unterseite ist weißlichgrau. Der kräftige Schnabel ist verhältnismäßig lang, der Unterschnabel ist oft deutlich gelborange. Es besteht kein auffallender Geschlechtsdimorphismus.

## Verbreitung und Lebensraum
Der Olivenspötter bewohnt lichte Wälder mit buschreichen Lichtungen, hohe Macchie sowie Oliven- und Mandelhaine an der Adriaküste, in Griechenland und in den küstennahen Gebieten der Türkei.

## Nahrung
Der Olivenspötter ernährt sich von Insekten und deren Larven.

## Lebensweise

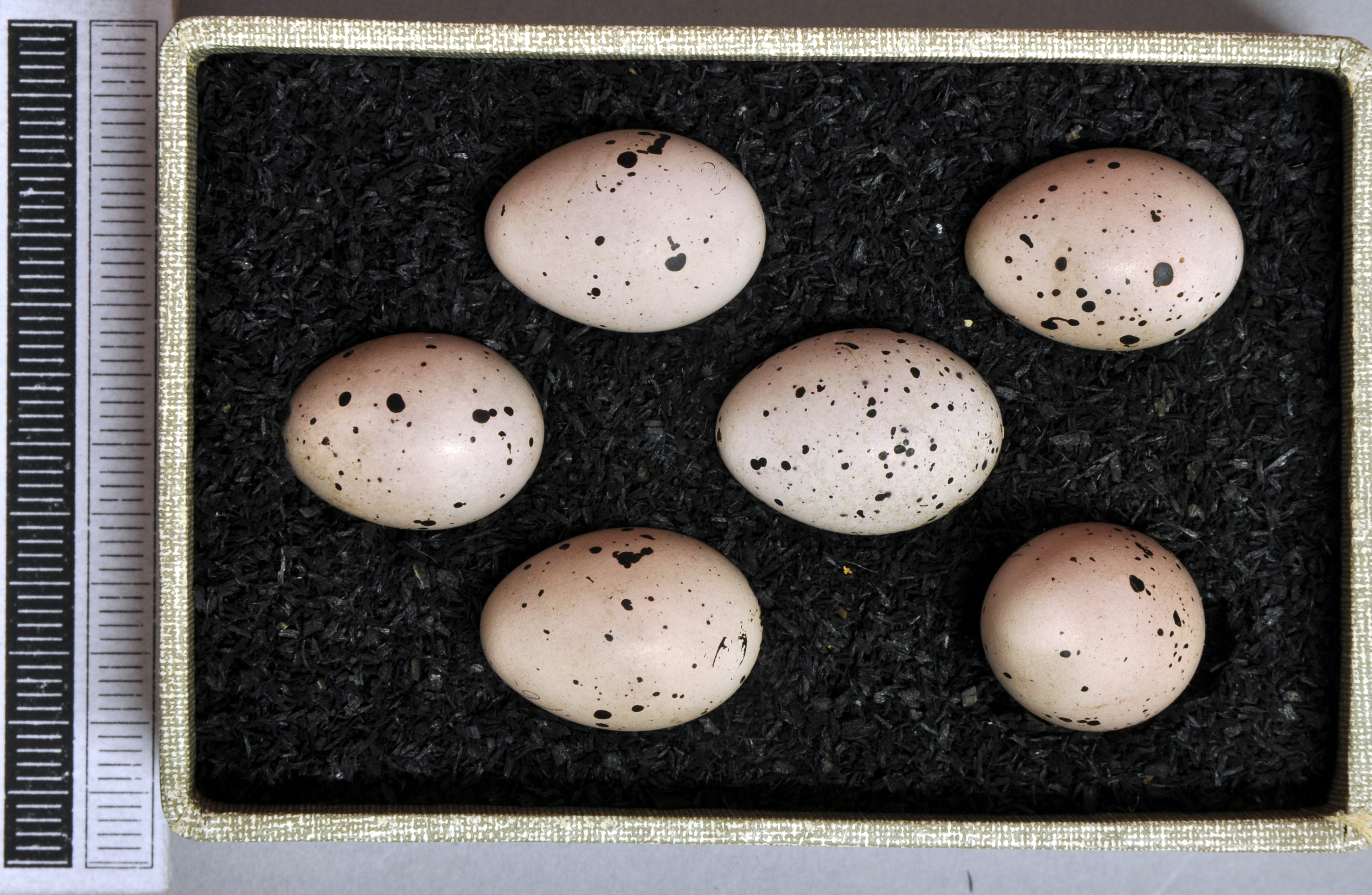
Gelege, Sammlung Museum Wiesbaden

Der Gesang des Olivenspötters ist lauter, langsamer und tiefer als bei anderen Spöttern. Das Nest wird meist in dichter Vegetation in einem Baum oder großen Busch gebaut. Die Nester befinden sich auf den äußeren Zweigen meist 1 bis 3 Meter über den Boden. Errichtet werden sie aus Bast, Grashalme, Würzelchen und Gespinsten an der Außenseite. Innen werden Pflanzenwolle, Grasrispen, Pferdehaare und Daunen verbaut. Der Nestbau und die Bebrütung der Eier erfolgen  durch das Weibchen. Die drei bis vier Eier sind blassviolett und schwarz gefleckt und haben eine Größe von 21 × 14 Millimeter. Die Brutzeit beträgt etwa 13 Tage. Ein Nachgelege ist möglich. Beide Elternvögel füttern, die Jungvögel verlassen das Nest nach 2 Wochen noch nicht ganz flugfähig. Im September, Anfang Oktober ziehen die Vögel ins Winterquartier nach Ostafrika, aus dem sie Anfang Mai zurückkehren.

## Gefährdungssituation und Bestand
Aufgrund des großen Verbreitungsgebiets von 1.510.000 km² und der stabilen Bestände von 23.800 bis 55.600 adulten Individuen wird die Art in der Roten Liste der IUCN derzeit als nicht gefährdet (Least Concern) eingestuft. Der europäische Brutbestand umfasst etwa 10.800 bis 25.000 Brutpaare, was etwa 90 % des Gesamtbestandes ausmacht. Als mögliche Bedrohungen werden Habitatdegradation durch Lichtung und Ausholzung von Wäldern sowie durch Intensivierung der Landwirtschaft in Olivenhainen und Obstplantagen, außerdem das Insektensterben durch Pestizide und die Fallenjagd in Griechenland genannt.